# Valeur morale
 (juillet 2008).
Si vous disposez d'ouvrages ou d'articles de référence ou si vous connaissez des sites web de qualité traitant du thème abordé ici, merci de compléter l'article en donnant les références utiles à sa vérifiabilité et en les liant à la section « Notes et références ».
Pour les articles homonymes, voir valeur.
En philosophie, une valeur morale est un critère de choix qui guide le jugement moral des individus et des sociétés. Les valeurs morales forment un corps de doctrines, qui prennent la forme d'obligations qui s’imposent à la conscience comme un idéal. Ces valeurs morales sont créées et transmises par les philosophies, les idéologies, les religions et les sociétés humaines. Certaines de ces valeurs morales se veulent universelles. Le don de soi, la tolérance, le respect, la loyauté, la discipline, la noblesse sont des exemples de valeurs morales. Sa science est l'axiologie.

## La valeur / Les valeurs
La valeur vient du latin « valor », dérivé de « valere » qui signifie « être fort, puissant, vigoureux ». À l’origine, la « valeur » renvoie à l’idée de bravoure, de courage physique. Le mot « valeur », est utilisé dès le XIIe siècle pour désigner le mérite ou les qualités. Dans la littérature médiévale, la valeur est la vertu guerrière, militaire, la bravoure ou la combativité.  Ainsi Corneille fait dire au Cid : « La valeur n’attend pas le nombre des années. »  
On trouve cette idée morale de la valeur dans le Dictionnaire de Trévoux : « Valeur en morale signifie une fermeté d'âme qui nous fait agir avec vigueur, et continuer nos entreprises malgré les oppositions et les efforts contraires ». Puis, la notion s’est étendue à toute qualité d’une personne ou d’une idée qui, aux yeux d’un groupe, les rend dignes d’intérêt, d’estime, d’admiration. Par exemple : « Les conseils de ce médecin sont de grande valeur ». « Cet artiste a produit des œuvres de valeur ». Dans ce dernier exemple, la valeur est esthétique et non économique. 
Par extension, le mot est ensuite pris pour « importance », avant d'admettre de nombreux emplois spécialisés. 
D'une manière générale, la valeur peut être entendue comme le produit, le résultat, d'un processus de valorisation ou d'évaluation. 
Les valeurs forment un système de représentations du Réel à partir d'un référentiel choisi (voir l'article Théorie de la connaissance).
D'autres disciplines s'intéressent aux notions de « valeur » ou de « valeurs » : Voir les articles spécifiques qui leur sont consacrés.

## Valeurs morales
Récemment, le mot valeurs a été utilisé au pluriel par les sociologues et les observateurs de notre société dans un sens qui était jadis plutôt réservé aux philosophes. Il désigne un ensemble de qualités qui illustrent un comportement estimé, admiré, recherché par un groupe, un ensemble de personnes qui se réclament de ce type de comportement et en font un principe fondamental de leur vie. En ce sens on pourrait dire “La civilisation repose sur des valeurs fondamentales qui font échec à la barbarie”. On parle souvent de “valeurs morales” pour désigner l’ensemble des principes partagés par un grand nombre d’êtres humains pour guider leur comportement dans leurs rapports avec autrui. Ces valeurs morales sont souvent associées à des religions (le judaïsme, le christianisme, l’islam, le bouddhisme...) ou encore à des idéologies qui ont inspiré des systèmes politiques comme le marxisme ou la démocratie occidentale qui s’appuie sur les philosophes des Lumières ; Voltaire, Montesquieu, Rousseau, Diderot et d'Alembert. La morale théologique définit les valeurs morales de la religion alors que la morale sociale s'intéresse davantage aux valeurs de la société. 

### Quelques valeurs morales
- L'amour
- La bienveillance
- la bonté
- La dignité
- La discipline
- La douceur
- L'engagement
- La fidélité
- La joie
- L'honnêteté
- L'hospitalité
- La loyauté
- La maîtrise de soi
- La noblesse
- L'obéissance
- La paix
- Le partage
- La patience
- Le respect
- La responsabilité
- La solidarité
- La tolérance
- etc.

## Problématique
La problématique soulevée par la notion de valeurs morales est de savoir ce qui fonde celles-ci, et si les valeurs morales sont objectives ou subjectives. 
Certains penseurs affirment que les valeurs sont intrinsèques, qu’elles existent en elles-mêmes dans le monde et que l’homme doit chercher à les découvrir, à les atteindre. Cette approche est particulièrement développée dans le travail du philosophe grec Platon, pour qui il existe "un monde des idées pures" dont le nôtre n'est qu'un reflet. Il suppose que les idées existent dans ce monde sous la forme de vérités absolues. Il présente ses réflexions sous la forme de la "métaphore de la caverne" où les hommes sont comme enchaînés au fond d’une caverne d’où ils n’aperçoivent que des ombres qui défilent sur la paroi sans vraiment distinguer leurs contours. Ils doivent se retourner et affronter une lueur aveuglante pour reconnaître difficilement et douloureusement les valeurs réelles du monde. 
D’autres philosophes comme Spinoza affirment qu’on ne désire pas une chose parce qu’elle est bonne, mais qu’elle est bonne parce que nous la désirons. Les valeurs seraient donc le simple reflet de nos désirs collectifs. Mais les valeurs morales peuvent aussi être conçues comme une création de l’individu libre qui s’affirme et qui crée des valeurs par son engagement personnel venant critiquer et transformer les valeurs dominantes du moment, c’est une approche chère aux existentialistes. 

## Crise des valeurs morales
Il existe aujourd'hui un débat sur la crise des valeurs morales des sociétés actuelles. Mais ce débat n'est pas particulier à l'époque actuelle, et exista sous différentes formes à d'autres époques, notamment dans la Grèce et la Rome antique.
En effet, pendant la République romaine, les valeurs traditionnelles de la République incarnées par un héros Lucius Quinctius Cincinnatus et notamment défendues par Caton l'Ancien sont très importantes. L'ensemble de ces valeurs s'appelle le Mos majorum c'est-à-dire la coutume, la façon des anciens. Pour les Romains, les choses devaient rester comme elles étaient : c'est une société extrêmement conservatrice. Le Mos majorum peut être défini par certains mots clefs qui nomment les valeurs à défendre : 
- pietas : piété, respect du père ;
- majestas : majesté, la grandeur ;
- virtus : qualité du vir (l'homme), essentiellement le courage ;
- gravitas : gravité, sérieux, la sagesse, la prudence, le fait de peser ses paroles et ses décisions ;
- fides : le fait de respecter la parole donnée, le lien juridique et religieux ;
- frugalitas : modestie, tempérance, frugalité, simplicité ;
- constantia : le fait de s'en tenir à ses décisions, la stabilité ;
- clementia : le fait de savoir pardonner après la punition infligée.

Plusieurs armées, par exemple en 2023 en France au sein de l'armée de Terre, travaillent sur un concept de force morale (FoMo), inclus dans la priorité stratégique française érigée par le CEMAT.